# Flos arahat
Flos arahat är en fjärilsart som beskrevs av Hans Fruhstorfer 1914. Flos arahat ingår i släktet Flos och familjen juvelvingar. Inga underarter finns listade i Catalogue of Life.